# Émile Dupont (Sportschütze)
Émile Leon Jacques Dupont (* 8. Juni 1887 in Lüttich; † 18. März 1959 ebenda) war ein belgischer Sportschütze.

## Erfolge
Émile Dupont nahm an den Olympischen Spielen 1920 in Antwerpen und 1924 in Paris im Trap teil. Den Mannschaftswettbewerb schloss er 1920 mit der belgischen Mannschaft auf dem zweiten Rang ab, mit 503 Punkten hatten die Belgier 44 Punkte Rückstand auf die erstplatzierten US-Amerikaner. Neben Dupont gehörten noch Albert Bosquet, Joseph Cogels, Henri Quersin, Edouard Fesinger und Louis Van Tilt zum Team. Den Einzelwettkampf beendete er auf dem neunten Platz. 1924 verpasste er mit der Mannschaft als Vierter einen weiteren Medaillengewinn, während er den Einzelwettbewerb nicht beendete.
Im Oktober 1911 heiratete er die Tennisspielerin Marthe Dupont geb. Trasenster, die in ihrer Sportart ebenfalls 1920 und 1924 an den Olympischen Spielen teilnahm.